# Sub sole
Sub sole, colección de cuentos publicada en 1907, es la segunda obra del cuentista chileno Baldomero Lillo. En la reedición póstuma de 1931, hecha por un amigo de Lillo, se quitaron algunos cuentos y se añadieron otros.

## Reseña
«Sub sole», contiene 13 cuentos que retratan la vida campesina, el trabajo del salitre, el inquilinaje y las costumbres populares chilenas de la época. Es un libro bastante diferente del primero; se podría incluso afirmar que es más literario, ya que se observa una mayor elaboración y diversidad en la temática, como asimismo en el trabajo de la escritura.

## Relación de títulos
- El ahogado
- Irredención
- En la rueda
- El oro
- El vagabundo
- Inamible
- La trampa
- Víspera de difuntos

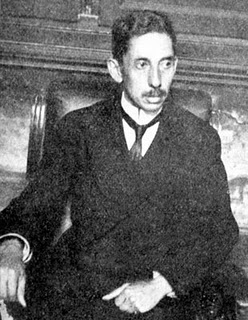
Baldomero Lillo

El cuento Sub sole, también conocido como La mariscadora, no formó parte del libro, pero se incluye en él en ediciones posteriores.

## El Ahogado
Personajes: Magdalena, Sebastián y Gabriel cordones 
Este cuento trata sobre un joven, Sebastián, quien se interna en el mar para recordar su historia de desamor con Magdalena, el amor de su vida. Ambos personajes vivían una historia de pobreza, hasta que un día la madre de Magdalena recibió una herencia, hecho que cambio sus vidas, ya que ahora los padres de ella querían un buen partido para su hija, y la comprometieron con un marinero que quería invertir su capital en un negocio con su futuro suegro. Un día, en su viaje, Sebastián encontró a un náufrago que se mantenía a flote gracias a su salvavidas; al ir en su rescate se dio cuenta de que el náufrago tenía una bolsita con monedas de oro, sacó la bolsa, desinfló el salvavidas y el joven se hundió, pero no se percató que la bolsa estaba amarrada con un cordón y se hundió. Perturbado, volvió al pueblo y se lanzó a la vida y en la noche ebrio se embarcó, sin rumbo. De pronto cree ver al ahogado en todas partes hasta que se encuentra en un arrecife solitario, no puede avanzar ni retroceder, ve que el náufrago lo persigue y muere ahogado.

## Irredención
Personajes: Sirvienta, Princesa 
Este cuento narra la historia de una princesa, la cual había organizado una fiesta en el pueblo. a todos llamó la atención el adorno de flores, que estaba regado por todas partes (idea espectacular según la opinión de los invitados); antes de dormir, la princesa quiso que esparcieran algunos de los pétalos del adorno de flores en la pieza, y tuvo el siguiente sueño: caminaba por el bosque y un soplo de su boca arrebató las flores de los árboles, las que luego le impidieron el paso y la asfixiaron con las ramas, después llegó al purgatorio, asistió al juicio de ladrones quienes se fueron al infierno y pensó que entre ella y un ladrón había una gran diferencia. En el juicio se dictamina que no tenía perdón al sacar las flores de los duraznos y matar a los miles de insectos que allí vivían, después despertó y la sirvienta dijo: ya sabía yo, dormir con flores es como dormir con muertos, se tienen pesadillas.

## En La rueda
Personajes: Cenizo y Clavel
Este cuento narra la historia de dos gallos de pelea, el Cenizo y el Clavel. Un día al Clavel le sacaron filo a los espolones para que se enfrentara en combate con el Cenizo. En la durísima riña el Clavel perdió el ojo, el que se resistió a morir; Sus dueños al verlo sucumbir lo lanzaron al aire, y en la caída chocó con un peral, botando así las flores de dicho árbol creándose un manto fúnebre para la muerta ave.

## El oro
Un rayo de sol cae por accidente a la Tierra y la humanidad lo persigue, pero solo podrá obtenerlo quien haya desterrado de su corazón todo sentimiento bueno, quien conserve algo de bondad se convierte en polvo dorado al tocarlo. Todos los que tocan al rayo mueren y él un día logra volver al sol gracias a un águila. Siglos más tarde, él águila atestigua cómo el Amor huye del mundo y juntos contemplan que ahora los humanos se dedican a sacar de la tierra el polvo dorado que se formó a partir de los cuerpos de quienes perseguían al rayo. 
y la gente codiciosa si intenta seguir el rayo ya que consiguen oro de los demás

## El vagabundo
Personajes: Vagabundo, Campesinos, don Simón, Isidro, Jerónimo 
Este cuento es una nueva versión de La mano pegada que había sido publicado en Sub terra en 1904. Trata de un vagabundo que cuenta su maldición a unos campesinos que se encontraban en una ramada; el hombre señala que un día jugando rayuela su madre le dijo que le llevara astillas, este no le hizo caso y su madre enfurecida lo golpeó, él le mandó un revés a su madre y esta cayó de golpe y lo maldijo. Desde ese entonces trajo su mano pegada en el pecho; dejando así la lección de que los hijos deben obedecer a sus padres, tal como lo señala la Biblia, todos los campesinos que le escuchaban le dieron limosna. Don Simón, dueño del sitio donde estaba la ramada en la que vociferaba el vagabundo, había adquirido con trabajo duro, todo lo que tenía. Él era viudo, su hijo Isidro, era muy distinto a él, eran como el agua y el aceite, el joven tenía aversión por el trabajo y un desapego por el dinero. Un día don Simón enojado le dijo a su hijo que le sacara la mano del pecho al vagabundo, Isidro se negó varias veces hasta que prefirió hacerlo; tiró en el suelo al vagabundo y le sacó la mano, después de esto, algo había cambiado en él. Al pasar los días Isidro resuelto a salir a las carreras con sus amigos discutió con su padre, comenzando así una gran pelea, su padre lo golpeó e Isidro se defendió golpeándolo. Isidro subiéndose al caballo para huir enredo su espuela al lazo del animal y rodó en el polvo. Todos salieron a intentar atrapar al caballo, excepto su padre, quién atacó al vagabundo y le arrancó el corazón porque oía dentro de él un cascabel. Al regresar ileso Isidro encontró a su padre triturando el corazón con una piedra de moler mientras murmuraba que se callara el cascabel.

## Inamible
Personajes: Ruperto Tapia, Martín, Oficial del cuartel, Juez 
Narra la historia de Ruperto Tapia alias El Guarén, guardián de la policía local, el cual tenía gran prestigio por ser considerado un pozo de ciencia. Su mayor característica era que inventaba palabras y significados para ellas, las cuales dejaban perpleja a la gente. Un día le tocó hacer guardia en un sector donde el tránsito era casi nulo, lo que le disgustaba porque así no podía sorprender alguna infracción. Una muchacha iba corriendo por la calle, ya que Martín el carretonero la perseguía con una culebra muerta, que había encontrado en un corral. El Guarén lo detuvo por llevar animales inamibles en la vía pública. En el cuartel el oficial lo recibió de mal humor, el inspector al preguntarle por qué lo arrestaba no entendió lo que significaba el vocablo inamible y cuando estaba a punto de preguntarle se arrepintió porque anteriormente El Guarén lo había corregido y se dio cuenta de que él estaba equivocado; por esta razón no quería aparecer como un ignorante ante su subalterno, pensó que como Martín trabajaba con caballos estos debieron ir en malas condiciones y lo pasó al calabozo. Acusándolo por estar con animales "inamibles" en la vía pública, pasándole una infracción.

## La trampa
Personajes: Luis Rivera, Antonio y teniente Del Solar
Este cuento se trata de unos caballos cuatreros que asolaban los campos matando vacas, a las que les sacaban el cuero y la lengua. Los bandidos cometieron sus fechorías durante un año sin que nadie tomara medidas, hasta que gracias al consejo que dio Antonio a Luis Ribera se solucionó el problema, puesto que Luis arrendó un campo llamado “El Laurel” para organizar una trampa para los maliciosos cuatreros.

## Víspera de difuntos
Personajes: una Mujer y una Niña 
Trata sobre una mujer y la promesa que le hace a su difunta amiga de cuidar a su hija como si fuera suya. Promesa que no fue cumplida, puesto que en el invierno no cambio sus vestidos por unos más gruesos. En una noche de intenso frío, la niña con tos, la echó fuera de casa lloviendo intensamente la pequeña enfermó, cuando la entró a casa, la niña estaba agonizando y murió. Por el gran cargo de conciencia que le produjeron sus acciones y en forma de reparar el daño, cada Víspera de difuntos la mujer lleva las mejores flores a la tumba de la pequeña.